# دليلة (صاروخ)
دليلة هو صاروخ جو جو إسرائيلي، يصل مداه إلى 250 كلم برأس حربي 30 كلم شديد الانفجار. الصاروخ موجه ضد نظم الرادار المعادي لذا 30 كلم رأس حربي هي كافية لهذا الغرض وهو تدمير بطارية دفاع جوي أو إحداث عطب شديد بها حيث مدى الخطأ يتراوح من 1 متر إلى 3 متر فقط. للصاروخ VARIANT مخصصة لتدمير الدفاع الجوي مهمتها التحليق إلى أن يتم رصدها بالدفاع الجوي المعادي حيث تعمل على إما استهداف أو تحديد إحداثيات الرادار المعادي للطائرة الأم لكي تطلق صاروخ راكب للإشعاع عليها.